# 田中進 (画家)
田中 進（たなか すすむ、1927年 - 2014年）は、戦後期に前衛美術集団「パンリアル美術協会」及び「具体」に参加し活動した日本画家である。別名・田中竜児。

## 経歴
1927年兵庫県加古郡二見町（現・明石市）に生まれる。1944年京都市立絵画専門学校（絵専、現・京都市立芸術大学）に入学し、日本画を学ぶ。1948年三上誠ら絵専出身の日本画家たちを中心とした前衛美術グループ「パンリアル」及び「パンリアル美術協会」の結成に参加、1951年退会。1952年京都市立美術大学（絵専の後身）日本画研究科修了。在学中から兵庫県日本画家連盟に出品。1962年新美術協会会員となる。同年第5回現代日本美術展の日本画公募部門においてコンクール賞受賞、第15回芦屋市展で教育委員会賞受賞。
具体との出会いは1955年の「真夏の太陽にいどむモダンアート野外実験展」であったが、実際に参加したのはその約10年後であった。同じ絵専で日本画を学んだ白髪一雄の紹介によって、1963年頃から頻繁にグタイピナコテカ（具体の活動拠点）に通うようになり、1965年第15回具体美術展に出品、同年会員となる。油彩を基調とし、重厚な物量感を強調した作家が多い具体の中で、日本画家としての立場を保持しつつ活動した点で異色の作家と言える。岩絵具、油煙墨といった日本画固有のマチエールを生かし、ぼかしのような効果を生むことによって、動的なタッチにも独特の情趣を加味した作品を発表した。1967年退会。その後も日本画の展覧会に出品を続けた。
1986年渡仏し、スタンレイ＝ウィリアム・ヘイターの版画工房アトリエ17で現代版画の技法を8ヶ月間学ぶ。1997年神戸市文化活動功労賞。2014年87歳で死去。